# Hyperphrona
Hyperphrona is een geslacht van rechtvleugeligen uit de familie sabelsprinkhanen (Tettigoniidae). De wetenschappelijke naam van dit geslacht is voor het eerst geldig gepubliceerd in 1878 door Karl Brunner-von Wattenwyl.

## Soorten
Het geslacht Hyperphrona omvat de volgende soorten:
- Hyperphrona abdominalis Bruner, 1915
- Hyperphrona angusta Brunner von Wattenwyl, 1878
- Hyperphrona atrosignata Brunner von Wattenwyl, 1891
- Hyperphrona bidentata Brunner von Wattenwyl, 1878
- Hyperphrona binotata Brunner von Wattenwyl, 1891
- Hyperphrona coerulescens Brunner von Wattenwyl, 1891
- Hyperphrona gracilis Brunner von Wattenwyl, 1891
- Hyperphrona irregularis Brunner von Wattenwyl, 1891
- Hyperphrona nitidipennis Stål, 1874
- Hyperphrona prudhommi Saussure & Pictet, 1898
- Hyperphrona punctulata Brunner von Wattenwyl, 1891
- Hyperphrona signata Rehn, 1907
- Hyperphrona sordida Brunner von Wattenwyl, 1891
- Hyperphrona striolata Brunner von Wattenwyl, 1878
- Hyperphrona submaculata Brunner von Wattenwyl, 1878
- Hyperphrona trimaculata Brunner von Wattenwyl, 1878
- Hyperphrona viridifolia Saussure & Pictet, 1898